# Braids
Denna artikel handlar om musikgruppen Braids. För frisyren, se rastaflätor.
Braids är ett kanadensiskt konstrock-band från Calgary, som för närvarande är bosatta i Montréal. Braids består av Raphaelle Standell-Preston, Katie Lee, Austin Tufts och Taylor Smith. Bandmedlemmarna träffades när de var unga och började samarbeta i high school. Deras debutalbum Native Speaker, släpptes den 18 januari 2011 i Kanada och USA och fick överlag positiva recensioner av musikkritiker.
Under sommaren 2011 turnerade gruppen i Nordamerika och Europa och besökte bland annat Hultsfredsfestivalen.

## Medlemmar
Nuvarande medlemmar
- Raphaelle Standell-Preston - gitarr, keyboard, sång (2006-idag)
- Austin Tufts - trummor, sång (2006-idag)
- Taylor Smith - basgitarr, gitarr, slagverk, MalletKAT, sång (2006-idag)

Tidigare medlemmar
- Vince Man - gitarr (2006-2007)
- Katie Lee - keyboard, sång (2006-2012)

## Diskografi
Studioalbums
- 2011 - Native Speaker (Flemish Eye/Kanine Records)
- 2013 - Flourish // Perish (Arbutus Records/Full Time Hobby/Flemish Eye)
- 2015 - Deep in the Iris (Arbutus Records/Flemish Eye)
- 2020 - Shadow Offering (Braids Musique Inc./Secret City Records Inc.)

EP
- 2008 - Set Pieces
- 2008 - Live At CJSW
- 2012 - Conditions 1 (med Max Cooper) (Fields)
- 2013 - In Kind/Amends (Arbutus Records/Full Time Hobby/Flemish Eye)
- 2016 - Companion (Arbutus Records/Full Time Hobby/Flemish Eye)

Singlar
- 2011 - "Lemonade" (Flemish Eye/Kanine Records)
- 2011 - "Plath Heart" (Flemish Eye/Kanine Records)
- 2011 - "Peach Wedding" (Flemish Eye/Kanine Records)
- 2013 - "Fruend" (Arbutus Records/Full Time Hobby/Flemish Eye)
- 2015 - "Miniskirt" (Arbutus Records/Full Time Hobby/Flemish Eye)
- 2018 - "Collarbones" / "Burdock & Dandelion" (Braids Musique Inc.)
- 2019 - "Eclipse (Ashley)" (Braids Musique Inc./Secret City Records Inc.)
- 2020 - "Young Buck" (Braids Musique Inc./Secret City Records Inc.)
- 2020 - "Snow Angel" (Braids Musique Inc./Secret City Records Inc.)